# Payssous
Payssous ist eine französische Gemeinde mit 81 Einwohnern (Stand: 1. Januar 2022) im Département Haute-Garonne in der Region Okzitanien. Sie gehört zum Kanton Bagnères-de-Luchon und zum Arrondissement Saint-Gaudens.
Sie grenzt im Norden an Régades, im Osten an Cabanac-Cazaux, im Südosten an Izaut-de-l’Hôtel, im Süden an Malvezie und im Westen an Sauveterre-de-Comminges.

## Weblinks

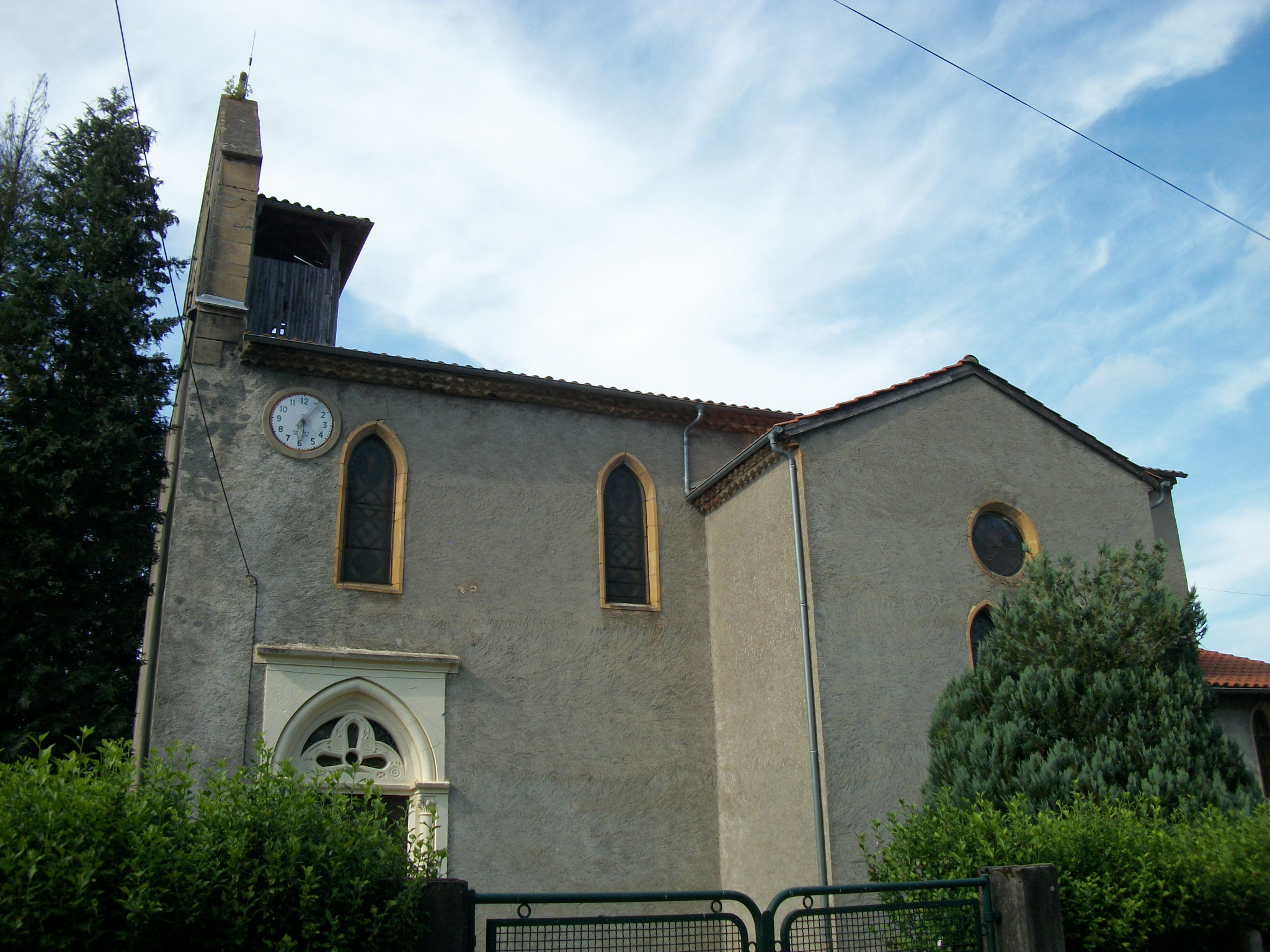
Kirche Saint-Jacques in Payssous

## Bevölkerungsentwicklung
| Jahr                      | 1962 | 1968 | 1975 | 1982 | 1990 | 1999 | 2008 | 2017 | 2019 |
| ------------------------- | ---- | ---- | ---- | ---- | ---- | ---- | ---- | ---- | ---- |
| Einwohner                 | 178  | 156  | 138  | 108  | 88   | 80   | 93   | 90   | 88   |
| Quelle: Cassini und INSEE |      |      |      |      |      |      |      |      |      |